# Universal-Anschluss-Einheit

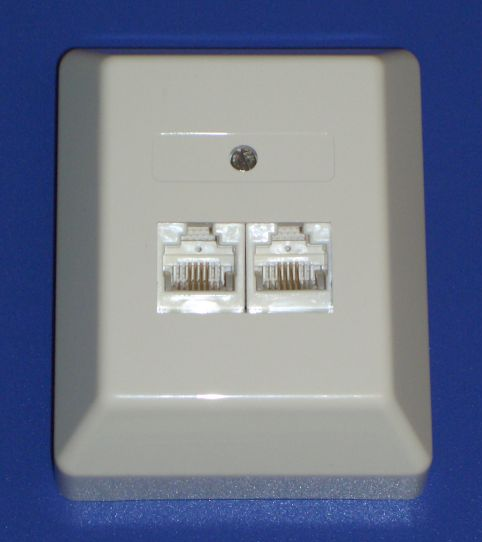
UAE in Aufputzausführung

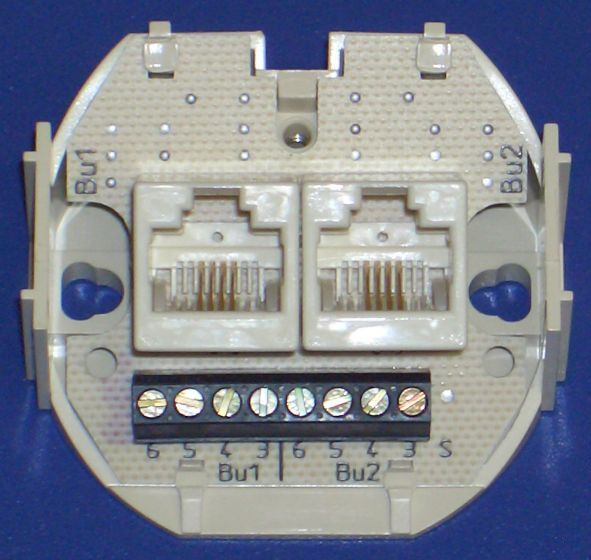
UAE 8/8(4) AP ohne Deckel

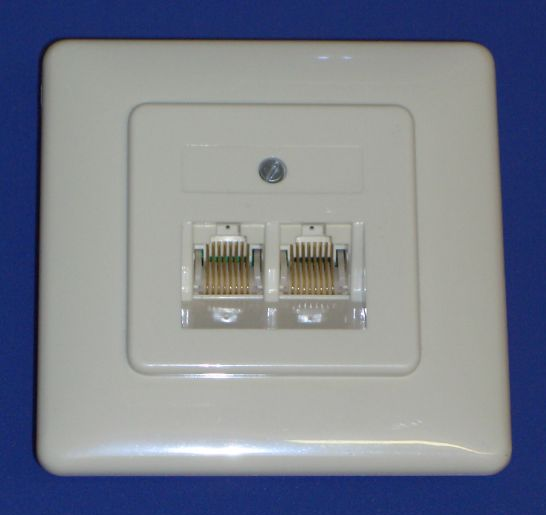
UAE in Unterputzausführung

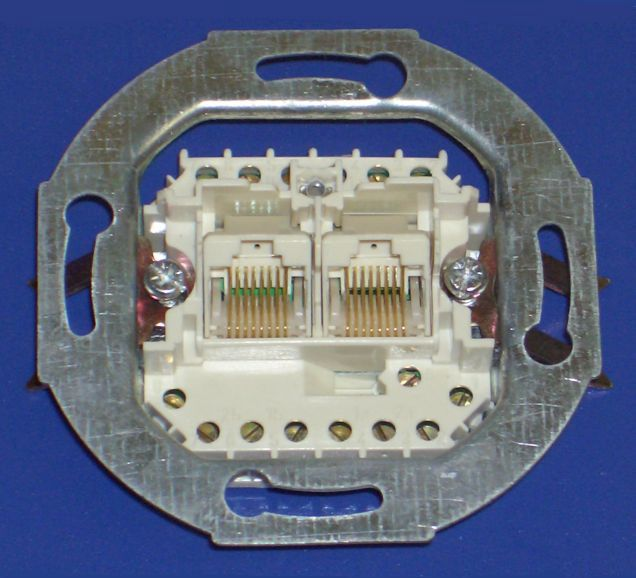
UAE 8/8(8) UP ohne Deckel

Eine Universal-Anschluss-Einheit (UAE) ist eine Endgeräteanschlussdose nach dem RJ-Standard. Verwendet werden UAE für analoge und digitale Kommunikationsendgeräte, wie Telefon und ISDN-Karten. UAE haben eine oder zwei RJ-Buchsen, passend für RJ48-Stecker (auch RJ45, Western-Stecker oder Modular Jack genannt); es können auch RJ11- und RJ14-Stecker eingesteckt werden. Bei UAE mit zwei Buchsen sind diese entweder getrennt voneinander oder parallel geschaltet. Die Kontaktpositionen der Buchsen können komplett mit acht oder mit nur vier Kontakten (die inneren vier Positionen) bestückt sein.
Die Bezeichnung von UAE ist abhängig von der Anzahl der Buchsen, deren Bestückung mit Kontakten und der Art der Buchsenschaltung.
| UAE-Bezeichnung | Buchsenanzahl | Buchsenschaltung | Kontakte je Buchse |
| --------------- | ------------- | ---------------- | ------------------ |
| UAE 8(4)        | 1             | -                | 4                  |
| UAE 8(8)        | 1             | -                | 8                  |
| UAE 2×8(4)      | 2             | parallel         | 4                  |
| UAE 2×8(8)      | 2             | parallel         | 8                  |
| UAE 8/8(4)      | 2             | getrennt         | 4                  |
| UAE 8/8(8)      | 2             | getrennt         | 8                  |

Zusätzlich wird unterschieden in Aufputzausführung (AP) zur Montage auf der Wand und in Unterputzausführung (UP) zur Montage in Unterputzdosen oder Kabelkanalsystemen.
Weitere Anschlusseinheiten in der Kommunikationstechnik sind ISDN-Anschluss-Einheit und Telekommunikations-Anschluss-Einheit (TAE).

## Anschaltehinweis
Die Verseilung der Adernpaare soll bis zur Anschlussklemme beibehalten werden.
| Klemmenbezeichnung | Analog-Terminal IEC-Norm | Analog-Terminal Siemens | Analog-Terminal Telekom | Systemterminal          | S0 ISDN-Terminal Telekom | UP0 ISDN-Terminal       | DSL                     |
| ------------------ | ------------------------ | ----------------------- | ----------------------- | ----------------------- | ------------------------ | ----------------------- | ----------------------- |
| S                  | Stützpunkt für Beidraht  | Stützpunkt für Beidraht | Stützpunkt für Beidraht | Stützpunkt für Beidraht | Stützpunkt für Beidraht  | Stützpunkt für Beidraht | Stützpunkt für Beidraht |
| 1                  |                          |                         |                         |                         |                          |                         |                         |
| 2                  |                          |                         |                         |                         |                          |                         |                         |
| 3                  | E                        | W                       | b                       | c                       | 2a                       |                         |                         |
| 4                  | a                        | a                       | E                       | a                       | 1a                       | a                       | a                       |
| 5                  | b                        | b                       | W                       | b                       | 1b                       | b                       | b                       |
| 6                  | W                        | E                       | a                       | d                       | 2b                       |                         |                         |
| 7                  |                          |                         |                         |                         |                          |                         |                         |
| 8                  |                          |                         |                         |                         |                          |                         |                         |